# Omocestus petraeus
Omocestus petraeus är en insektsart som först beskrevs av Brisout de Barneville 1855.  Omocestus petraeus ingår i släktet Omocestus och familjen gräshoppor. Inga underarter finns listade i Catalogue of Life.